# Anolis vanidicus
Anolis vanidicus är en ödleart som beskrevs av  Garrido och SCHWARTZ 1972. Anolis vanidicus ingår i släktet anolisar, och familjen Polychrotidae. Inga underarter finns listade i Catalogue of Life.